# Ольшанка (гміна Краснічин)
Ольшанка (пол. Olszanka) — село в Польщі, у гміні Красничин Красноставського повіту Люблінського воєводства. Населення — 261 особа (2011).

## Історія
За даними етнографічної експедиції 1869—1870 років під керівництвом Павла Чубинського, у селі переважно проживали римо-католики, меншою мірою — греко-католики, які здебільшого розмовляли українською мовою.
У 1975—1998 роках село належало до Холмського воєводства.

## Демографія
Демографічна структура станом на 31 березня 2011 року:
|          | Загалом | Допрацездатний вік | Працездатний вік | Постпрацездатний вік |
| -------- | ------- | ------------------ | ---------------- | -------------------- |
| Чоловіки | 131     | 25                 | 91               | 15                   |
| Жінки    | 130     | 21                 | 79               | 30                   |
| Разом    | 261     | 46                 | 170              | 45                   |